# 切爾塔諾沃站
切爾坦諾沃站（羅馬化：Chertanovskaya）是莫斯科地鐵謝爾普霍夫－季米里亞澤夫線的一個車站，設計者是Nina Alyoshina，開通於1983年。